# Kees Wijdekop
Cornelis (Kees) Wijdekop (Amsterdam, 31 januari 1914 - Purmerend, 8 april 2008) was een Nederlands kanovaarder.
Wijdekop nam samen met zijn broer Piet Wijdekop deel aan de Olympische Zomerspelen in 1936 in de K2 op de 10.000 meter. Het duo won een bronzen medaille. Hij was betrokken bij de oprichting van Kanovereniging Viking in Amsterdam waar hij ook trainer en voorzitter van werd. De vereniging organiseert sinds 1981 een jaarlijkse K2 wedstrijd, de Gebroeders Wijdekop Race.